# Averești (okręg Vaslui)
Averești – wieś w Rumunii, w okręgu Vaslui, w gminie Bunești-Averești. W 2011 roku liczyła 277 mieszkańców.